# Albert Gilg

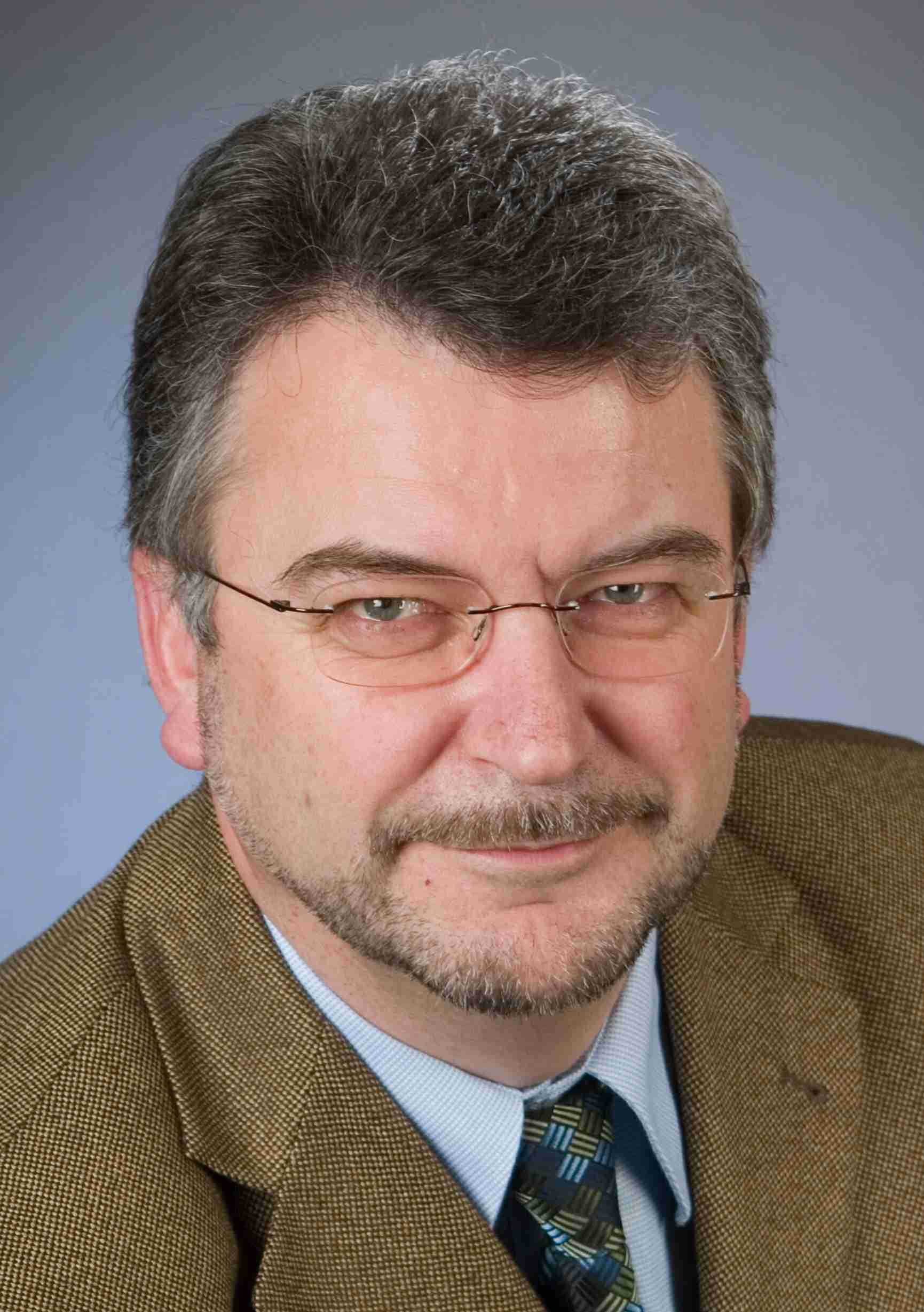
Albert Gilg (2010)

Albert Gilg (* 12. Februar 1956 in Peißenberg) ist ein deutscher Mathematiker. Er beschäftigt sich als Technologiemanager in der Siemens AG mit der mathematischen Modellierung und Simulation von technischen Systemen.

## Leben
Gilg studierte Mathematik und Informatik an der Technischen Universität München. 1984 promovierte er bei Roland Bulirsch über das Thema Eine adaptive Kollokations-Linienmethode zur numerischen Lösung parabolischer Differentialgleichungen mit Anwendung auf Röhrenmodelle aus der Biologie.
Im Jahr 1985 wechselte er zur Siemens AG Corporate Technology in München, wo er bereits im selben Jahr eine Fachgruppenleitung übernahm und 1991 ins Senior Management aufrückte.
Seit 1997 ist er Honorarprofessor an der Technischen Universität München, und im Juli 2006 verlieh ihm die
Fakultät für Elektrotechnik und Informationstheorie der Universität der Bundeswehr München die Ehrendoktorwürde (Dr.-Ing. h. c.) für seine Pionierarbeit auf dem Gebiet Mathematical Engineering. Aus dem Kreis seiner Mitarbeiter oder Promovierten sind bereits mehr als zehn Professoren und Professorinnen hervorgegangen.
Albert Gilg verbrachte mehrere Forschungsaufenthalte als Gastprofessor an der University of California, San Diego. Er ist beratend tätig im Advisory Board von mehreren akademischen Organisationen:
- Graduate School of Science and Engineering (IGSSE, TU München)
- Institute of Mathematics and its Applications (Minneapolis, USA)
- Center for Computational Engineering (TU Darmstadt)

## Werk
Als Technologiemanager bei Corporate Technology der Siemens AG in München verantwortet er die mathematische Modellierung, die Simulation und die Optimierung von technischen Systemen, Anlagen und Produkten. Entwicklungsvorhaben galten der Effizienzsteigerung von Turbinen und Kraftwerken, wo neuartige Simulations- und Optimierungsverfahren entwickelt wurden. Aber auch neue Algorithmen für Decodierverfahren in der Nachrichtentechnik wurden entwickelt. Weitere Schwerpunktthemen seiner Abteilung waren und sind: 

### Mikroelektronik-Simulation
Zu Beginn seiner Laufbahn als Technologiemanager der Siemens AG leitete Albert Gilg eine Abteilung, die sich mit der Entwicklung von Simulationswerkzeugen für Prozesse in der Mikroelektronik beschäftigte. Unter
anderem wurde in dieser Zeit ein Schaltkreissimulator für Design und Analyse mikroelektronischer Schaltungen
entwickelt. Was die Größe der berechneten Schaltkreise und die dafür benötigte Zeit betraf, nahm dieser Simulator eine Spitzenposition ein. Des Weiteren wurden Simulationspakete für die Fabrikation von Mikrochip entwickelt. Hier stand das Modellieren und Simulieren von Dotierungs-, Diffusions- und Oxidationsprozessen im Vordergrund. Im Zuge der Ausgründung des Siemens Halbleiterbereichs wurden diese Aktivitäten zur Infineon AG transferiert.

### Komplexe Systeme
Das Anwendungsgebiet mathematischer Simulations- und Optimierungsverfahren ist hinsichtlich verschiedener Aspekte umfassender geworden. So werden heute neben Anlagen und Kraftwerken auch komplette Infrastrukturen, wie Wasserver- und
Wasserentsorgungssysteme im Rechner modelliert und optimiert.
Die differential-algebraischen und partiellen Gleichungssysteme, welche die Prozessabläufe und die Verfahrenstechnik beschreiben, sind erheblich größer geworden und müssen darüber hinaus mit diskreten Modellen kombiniert werden, die das automatisierungstechnische Verhalten beschreiben. Doch die Herausforderungen liegen noch höher, da in Zukunft komplette mechatronische Systeme über alle Phasen der Systementwicklung hinweg mit mathematischen
Modellen virtuell geplant, entworfen und betriebsunterstützt werden sollen. Die Entwicklung der hierzu erforderlichen
mathematischen Konzepte und Algorithmen ist ein Ziel der von Albert Gilg geleiteten Expertenteams.

### Robuste Optimierung
Design for Six Sigma oder Probabilistisches Design sind Aufgaben von wachsender Bedeutung, wenn es um Produktherstellung oder Prozesssteuerung geht. Mit diesen Techniken analysiert und reduziert man den Einfluss von Unsicherheiten wie Fertigungstoleranzen oder Parameterstreuungen und steigert damit die Produkt- oder Systemqualität und -funktionalität. In Zusammenarbeit mit der Technischen Universität München (Prof. Peter Rentrop) entwickelte Albert Gilgs Expertenteam Algorithmen, um stochastische Optimierungsprobleme mit Nebenbedingungen und Random Differential Equations (RDE) zu lösen und auf industrielle Aufgabenstellungen anzuwenden.